# Eunuques dans l'Empire byzantin
 (août 2021).
Si vous disposez d'ouvrages ou d'articles de référence ou si vous connaissez des sites web de qualité traitant du thème abordé ici, merci de compléter l'article en donnant les références utiles à sa vérifiabilité et en les liant à la section « Notes et références ».
Les eunuques sont attestés à l'époque proto-byzantine, mais jouent un rôle politique majeur à partir du développement du cubiculum impérial.
Très nombreux et influents dans l'entourage des empereurs, et ce jusqu'à la chute de Constantinople, ils exercent de hautes charges dans l'administration civile, militaire et religieuse, et sont des acteurs majeurs de l'histoire byzantine.

## Législation impériale et recrutement des eunuques

### Distinctions juridiques
La législation byzantine distinguait deux types d'eunuques :
- les ektomiai (en grec ancien : έκτομίαι ou έκτομοι) à qui une opération chirurgicale avait enlevé toute possibilité de procréer
- les spadones (en grec ancien : σπαδόνες ou θλαδίαι), qu'une malformation ou une maladie avait rendu impuissant ou inapte à procréer

Dans le premier cas, l'impossibilité était certaine ; dans le second seulement probable, ce qui entraînait d'importantes distinctions juridiques. À la différence des ektomiai, les spadones pouvaient en effet :
- se marier
- adopter des enfants
- instituer des héritiers posthumes

Léon VI revint cependant sur ces deux derniers points au IXe siècle, et seule l'interdiction faite aux ektomiai de se marier perdura.

### Législation sur l'eunuchat

#### Avant Constantin
Domitien (81-96) semble avoir été le premier empereur à interdire la castration.
Nerva (96-98) renouvela cette interdiction.
Hadrien (117-138) renforça cette politique restrictive en appliquant la loi Cornélia De sicariis aux médecins ayant rendu un homme eunuque et à ceux qui avaient toléré l'opération.
Cependant le commerce d'eunuques avec les voisins barbares ne semble pas avoir été interdit.

#### De Constantin à Justinien
Constantin (306-337) renouvela encore les anciennes lois sur l'eunuchat, probablement parce qu'elles étaient mal observées.
À la même époque, le développement du Sacrum Cubiculum au sein du palais impérial introduit les eunuques dans l'intimité de la famille impériale, même si leur nombre reste probablement encore assez limité sous Constantin et ses successeurs. Cette contradiction entre l'interdiction législative de la castration et la large présence d'eunuques à la cour impériale va perdurer durant toute l'époque byzantine.
Léon Ier (457-474) interdit sur le territoire de l'empire la vente des eunuques de citoyenneté romaine, mais le commerce d'eunuques en provenance des contrées barbares est autorisé, entraînant le développement d'un important commerce, notamment avec le Caucase.

#### Sous Justinien
La plus grande réforme législative portant sur l'eunuchat fut promulguée par Justinien dans le cadre de la Novelle 142.
Relevant que les lois relatives à l'eunuchat n'étaient pas observées, et constatant la mortalité très importante consécutive à l'opération (supérieure à 95%), Justinien punissait de la peine du talion non seulement les auteurs, mais aussi les complices de l'opération. S'ils survivaient à cette peine, ils étaient envoyés aux mines. Leurs biens étaient par ailleurs confisqués. Les femmes s'étant rendues coupables d’avoir ordonné l'opération étaient déportées et leurs biens confisqués. Seuls les hommes libres qui s'étaient fait opérer à la suite d'une maladie ne tombaient pas sous le coup de cette loi.
Quant aux eunuques esclaves, ils étaient rendus libres. Cette libération n'était pas limitée et intervenait, quelle qu'ait été l'époque de la castration, et même si l'opération avait eu pour but de traiter une maladie.
De facto, cette loi entraîna la libération de tous les eunuques de l'empire.

#### Sous Léon VI
Le chantier législatif lancé par Basile Ier (867-886) et poursuivi par Léon VI (886-912), qui aboutit à la promulgation des Basiliques, assouplit la législation sur l'eunuchat.
Léon VI, constatant que les peines sévères antérieurement promulguées n'étaient pas parvenues à mettre un terme à la pratique, intervint par la Novelle 60. Estimant que l'ancienne législation était trop dure, la Novelle abolissait la loi du talion contre les auteurs de la castration et adoucissait les autres pénalités :
- celui qui avait ordonné l'opération n'était plus puni que d'une amende de 10 livres d'or et d'un exil de 10 ans.
- si celui qui avait ordonné l'opération était un fonctionnaire palatin, il était rayé des cadres.
- l'auteur de l'opération était fouetté et tondu, ses biens confisqués, et il était puni de 10 ans d'exil.

La libération d'un esclave opéré était maintenue et l'opération volontaire chez un homme libre et sur décision d'un médecin était tolérée. La Novelle ne fixait pas d'âge à partir duquel le consentement volontaire pouvait être donné, permettant de facto aux parents de faire castrer leurs enfants.
Cet assouplissement de la loi est probablement à mettre en perspective avec l'évolution géopolitique de l'époque, l'empire étant sur la défensive sur tous les fronts, notamment face aux Arabes, ce qui rendait l'arrivée d'eunuques depuis l'extérieur de l'empire plus difficile, et poussant à tolérer l'usage de la castration à l'intérieur même des frontières.
Léon VI revient par ailleurs dans sa Novelle 26 sur l’interdiction faite aux ektomiai d'adopter ou d'instituer un héritier. Jugeant que « c'est la malice des hommes qui a privé les ektomiai de la paternité, il est donc juste que la loi leur offre des compensations » ; il leur accorde également ces droits.

### Recrutement des eunuques

#### Le recrutement à l'étranger
Durant les premiers siècles de l'histoire byzantine, du fait de l'interdiction de la castration dans l'empire, la plupart des eunuques venaient des territoires voisins et notamment du Caucase. Procope de Césarée et Zonaras mentionnent ainsi que les dirigeants d'Abasgie et de Lazique faisaient pratiquer l'eunuchat à grande échelle pour en tirer profit, et la plupart des eunuques réservés au service du Grand Palais étaient d'origine abasgienne. Justinien envoya auprès des princes d'Abasgie l'eunuque palatin Euphrantas, lui aussi d'origine abasgienne, qui réussit à convaincre certains de renoncer à cette pratique.
À partir du VIIe siècle, après les invasions arabes qui isolèrent le Caucase de l'empire, le recrutement se modifia et se concentra essentiellement en Asie Mineure et en Paphlagonie.

#### Le recrutement à l'intérieur de l’empire
Les lois promulguées par Léon VI (886-912) entérinèrent un état de fait, l'empereur constatant, comme nombre de ses prédécesseurs, que les lois interdisant la castration n'étaient pas respectées ; elles facilitèrent de facto le recrutement des eunuques à l'intérieur même de l'empire en adoucissant les peines prévues jusqu'alors et en autorisant la castration dans certaines circonstances. Ainsi de nombreux parents, notamment issus des basses couches sociales, n'hésitaient pas à faire castrer un ou plusieurs de leurs enfants, en espérant qu'ils puissent accomplir une brillante carrière qui assurerait la promotion sociale de l'ensemble de la famille.

#### Le recrutement dans le cadre des guerres
Les guerres incessantes que mena l'empire sur tous les fronts, avec son lot de captifs et de prisonniers, permirent aussi le recrutement d'eunuques. Ainsi l'eunuque Samonas (vers 875 - après 908), qui joua un rôle politique de premier plan sous le règne de Léon VI, était né à Mélitène, au sein d'une famille arabe probablement de haut rang, avant d'être capturé et castré par les Byzantins.

#### La castration, mutilation politique
Pratique courante dans la société byzantine, la castration fut également pratiquée comme mutilation politique et n'épargna pas des membres de la famille impériale.
La castration comme mode d'éviction du trône
Enfin, bien que produisant un faible contingent d'eunuques, la castration fut parfois employée pour éliminer des rivaux potentiels au trône impérial, un eunuque ne pouvant devenir empereur. Cette pratique, moins répandue que l'aveuglement, fut cependant relativement fréquente du fait de l'instabilité dynastique chronique au sein de l'empire byzantin, et introduisit l'eunuchat au sein même des familles impériales régnantes ou détrônées. En 820, Michel II l'Amorien fit castrer les fils de Léon V l'Arménien, Constantin, Basile, Grégoire et Théodose, avant de les faire enfermer dans un monastère sur l'île de Prote.
Dans certains cas, des membres de la famille rendus eunuques exercèrent de hautes charges :
- Ignace (né en 797 - mort en 877), né sous le nom de Nicétas, fut châtré et enfermé dans un monastère en juillet 813[1] avec ses frères Théophylacte et Staurakios lorsque son père, l'empereur Michel Ier Rhangabé fut renversé ; il devint patriarche de Constantinople de 847 à 858, puis de 867 à 877.
- Basile Lécapène (mort vers 986), fils illégitime de l'empereur Romain Ier Lécapène et d'une servante d'origine russe, fut castré dans sa jeunesse. Il devint par la suite patrice, parakimomène et proèdre et dirigea l’empire pour ses petits neveux Basile II et Constantin VIII.

En 1041, Michel V fit castrer tous les membres mâles de la famille de son oncle Jean l'Orphanotrophe, frère aîné de Michel IV le Paphlagonien.
La castration pour raisons politiques
Théophylacte (né en 917 - mort en 956), que son père Romain Ier Lécapène avait prévu de faire patriarche de Constantinople, aurait été castré dans son enfance pour faciliter sa carrière ecclésiastique. Il atteignit effectivement cette position qu'il exerça de 933 à 956.

## La place des eunuques dans la société byzantine

### Une influence majeure
Ils étaient considérés différemment selon le caractère de l'empereur qu'ils servaient. Ainsi, sous le règne d'empereurs casaniers, ils étaient vus comme des hommes de confiance pouvant aider au gouvernement de l'Empire sans pouvoir prétendre régner. À l'inverse, lorsque les empereurs étaient d'humeur guerrière, leur crédit diminuait notamment par un certain mépris des officiers envers eux. Sous la dynastie des Comnènes, imprégnés des traditions militaires et très sûrement hostiles à la castration, les eunuques passent à l'arrière-plan politique même s'ils continuent à assurer les missions diplomatiques. On les retrouve essentiellement à Constantinople, notamment au palais impérial mais on en retrouve en province dans des cubiculi de hauts personnages imitant l'empereur.

### Les eunuques à la tête de l'État
Les eunuques étaient issus de toutes les couches sociales, sans distinction. Aucune charge n'était fermée aux eunuques, mise à part celle d'empereur, ce qui en faisait des proches très appréciés par ceux-ci. Certains devinrent patriarches, commandant d'armées, directeur des services fiscaux.

#### Les eunuques au Grand Palais

##### Une hiérarchie palatiale particulière
La hiérarchie, taxis, des eunuques leur était propre et, aux IXe et Xe siècles, certaines fonctions et dignités leur étaient réservées. Ils servaient principalement dans les appartements privés de l'empereur et de son épouse.
On trouve tout d'abord le parakoimomène qui veillait personnellement sur la chambre impériale, en assurant la sécurité et donc par ses activités approchait constamment le souverain. Pour le seconder, les préposites et les cubiculaires étaient présents. On trouvait ensuite de nombreuses fonctions en place pour servir le couple impérial comme le préposé à la table, le concierge, l'échanson, le nipsistiarios présentant le bassin d'eau à l'empereur pour se laver les mains.
Même si les eunuques ne furent pas tournés vers les armes, bien des eunuques conduisirent des troupes à la victoire et certains occupèrent la position illustre de domestique des Scholes.
Les eunuques, s'ils ne pouvaient prétendre au titre d'empereur, pouvaient très bien participer aux intrigues de cour et même aux révoltes et ce, grâce à leur situation de proches de l'empereur. Ainsi certains réussirent à placer leur frère ou un proche sur le trône.

## Quelques eunuques célèbres
De nombreux eunuques eurent un pouvoir considérable auprès des empereurs, et exercèrent de très hautes fonctions, tant dans l’administration civile que militaire. Parmi les plus notables, on peut citer :
- Antiochus, praepositus sacri cubiculi (préposite de la chambre sacrée) au début du règne de Théodose II.
- Chrysaphios ou Chrysaphius, très influent à la fin du règne de Théodose II (408-450).
- Narsès (v. 478- v. 573), célèbre général de Justinien Ier.
- Staurakios (mort en 780) fut logothète du drome sous Irène l'Athénienne
- Aétios fut l´un des principaux ministres d'Irène l'Athénienne, en concurrence avec Staurakios.
- Samonas, haut dignitaire entre 900 et 908
- Joseph Bringas patrice, grand préposite et grand drongaire sous Constantin VII, chef du sénat et parakimomène sous Romain II
- Basile Lécapène, parakimomène et administrateur de l'empire byzantin entre 945 et 985.
- Jean l'Orphanotrophe, mort en 1043), frère de Michel IV, plaça son neveu Michel V sur le trône impérial.

Les eunuques étaient également très présents dans l'Église, et beaucoup exercèrent les plus hautes fonctions ecclésiastiques :
- Germain Ier ou Germanos, patriarche de Constantinople (715-730) et saint de l'Église orthodoxe.
- Nicétas Ier, patriarche de Constantinople (766-780).
- Méthode Ier fut patriarche de Constantinople de 843 à 847.
- Ignace, fils de l'empereur Michel Ier Rhangabé, patriarche de Constantinople de 847 à 858, puis de 867 à 877[1].
- Étienne II d'Amasée, métropolite d'Amasée puis patriarche de Constantinople (925-927).
- Théophylacte, fils de l'empereur Romain Ier Lécapène, patriarche de Constantinople (933-956).
- Polyeucte, successeur du précédent sur le trône patriarcal de 956 à 970.
- Constantin III Lichoudès, patriarche de Constantinople de 1059 à 1063, était probablement eunuque.
- Eustratios Garidas, patriarche de Constantinople de 1081 à 1084.
- Un métropolite de Sidè nommé Jean fut choisi par Michel VII Doukas (1071-1078) comme régent de l'empire.